# (The World is Full of) Married Men
A (The World is Full of) Married Men az 1979-ben bemutatott Married Man című vígjáték főcímdala, Bonnie Tyler első filmbetétdala.

## A dalról
1979-ben mutatták be a (The World is Full of) Married Men című mozifilmet Robert M. Young rendezésében. A film zenéjét Dominic Bugatti és Frank Musker szerezte, ők írták meg a film címadó dalát is, amit Bonnie Tylerrel énekeltettek fel. A producer Bonnie két producere, Ronnie Scott és Steve Wolfe, akik több toplistás dalt is szereztek neki. A dal a country rock elemeit ötvözi a pop és a disco hangzásvilágával. A szerzemény a filmzenei albumra (LP) került fel valamint kislemez is megjelent, ami a brit toplista 35. helyét szerezte meg, míg a filmzenei album a 25. helyen debütált. A kislemez B oldalas dala, az If You Ever Need Me Again című szintén Tyler dal, ami a Diamond Cut című lemezére került fel. A 12-es kislemezre, amely az Egyesült Államokban jelent meg, a dal 6 perc, 20 másodperc hosszúságú disco változata került fel.
2010-ben a brit Cherry Red Records kiadta Bonnie Tyler Diamond Cut című 1979-es nagylemezének remaszterolt kiadását bónuszként a Married Man című dal feljavított hangzású változatával.

## Kislemez
| #   | Dalcím                             | Zeneszerző                     | Producer                   | Hossz |
| --- | ---------------------------------- | ------------------------------ | -------------------------- | ----- |
| A/1 | (The World is Full of) Married Men | Dominic Bugatti / Frank Musker | Ronnie Scott / Steve Wolfe | 3:55  |
| B/1 | If You Ever Need Me Again          | Ronnie Scott / Steve Wolfe     | Ronnie Scott / Steve Wolfe | 3:30  |

## Toplista
| Married Men | Csúcspozíció |
| ----------- | ------------ |
| UK          | 35           |